# Naldurg
Naldurg es una ciudad y  municipio situado en el distrito de Osmanabad en el estado de Maharashtra (India). Su población es de 18341 habitantes (2011). Se encuentra a 36 km de Osmanabad.

## Demografía
Según el censo de 2011 la población de Naldurg era de 18341 habitantes, de los que 9516 eran hombres y 8825 eran mujeres. Naldurg tiene una tasa media de alfabetización del 84,10%, superior a la media estatal del 82,34%: la alfabetización masculina es del 89,62%, y la alfabetización femenina del 78,18%.